# Анималистика
Анимали́стика (анимали́зм, анималистический жанр, художники-анималисты; от лат. animal — животное) — жанр изобразительного искусства, главным мотивом и основным объектом которого являются животные, главным образом в живописи, фотографии, скульптуре, графике и реже в декоративном искусстве.
Анималистика сочетает в себе зоологические и художественные начала. Животные должны быть изображены крупным планом, достоверно и с их определённой характерностью.

## Описание
Главной задачей анималиста могут быть как точность изображения животного, так и художественно-образные характеристики, включая декоративную выразительность или наделение животных присущими людям чертами, поступками и переживаниями (например, изображение антропоморфных персонажей сказок и басен).
Изображать животных начали ещё с древних времен в Древнем Египте, Древней Ассирии, в искусстве скифов и сарматов. С натуры животных начали изображать с 8 века в Китае. В эпоху возрождения в Европе художники Пизанелло и Дюрер также изображали в своих работах животных. Со временем художники-анималисты стали появляться во многих странах.
Из скульптуры имеет распространение анималистическая керамика.
Стилизованные фигуры животных имеются среди памятников звериного стиля, в искусстве Древнего Востока, Африки, Океании, древней Америки, в народном творчестве многих стран.
Художники, работающие в анималистическом жанре, называются анималистами.